# سيسيل إف. بول
سيسيل إف. بول (بالإنجليزية: Cecil F. Poole)‏ هو قاضي ومحامي أمريكي، ولد في 25 يوليو 1914 في برمنغهام في الولايات المتحدة، وتوفي في 12 نوفمبر 1997 في سان فرانسيسكو في الولايات المتحدة.